# Hemicyclammina
Hemicyclammina es un género de foraminífero bentónico de la subfamilia Hemicyclammininae, de la familia Cyclamminidae, de la superfamilia Loftusioidea, del suborden Loftusiina y del orden Loftusiida. Su especie tipo es Hemicyclammina sigali. Su rango cronoestratigráfico abarca desde el Aptiense (Cretácico inferior) hasta el Cenomaniense (Cretácico superior).

## Discusión
Clasificaciones previas incluían Hemicyclammina en el suborden Textulariina del orden Textulariida o en el orden Lituolida.

## Clasificación
Hemicyclammina incluye a las siguientes especies:
- Hemicyclammina chalmasi †
- Hemicyclammina sigali †